# Erodium chium subsp. chium
Erodium chium subsp. chium é uma subespécie de planta com flor pertencente à família Geraniaceae.

## Portugal
Trata-se de uma subespécie presente no território português, nomeadamente em Portugal Continental e no Arquipélago da Madeira.
Em termos de naturalidade é nativa das duas regiões atrás indicadas.

## Protecção
Não se encontra protegida por legislação portuguesa ou da Comunidade Europeia.